# Agiles Marketing
Dieser Artikel wurde aufgrund inhaltlicher und/oder formaler Mängel auf der Qualitätssicherungsseite des Portals Wirtschaft eingetragen. 
Du kannst helfen, indem du die dort genannten Mängel beseitigst oder dich an der Diskussion beteiligst.
Als Agiles Marketing wird die agile (von lateinisch agilis „flink, beweglich“) Vorgehensweise im Marketing bezeichnet. Es werden hier einerseits gezielt Anleihen aus der agilen Softwareentwicklung ins Marketing übernommen, wie die Methoden des Kanban und Scrum, andererseits erfahren im agilen Marketing Daten und Tools eine neue Relevanz. Das Stichwort lautet datenbasiertes Marketing.
Agiles Marketing ist durch aufeinander folgende Marketingmaßnahmen (Iterationen) charakterisiert, die je nach Zielerreichungsgrad während des laufenden Marketingprozesses angepasst werden können. Dies soll als Alternative zur klassischen, angeblich trägen Werbekampagne verstanden werden.  Diese Vorgehensweise spielt insbesondere auch im Online-Marketing eine Rolle. Der Begriff selbst wurde erstmals im Jahr 2012 bei der „Sprint Zero“ Veranstaltung in San Francisco geprägt, wo auch das Agile Marketing Manifest erstellt wurde.

## Zielsetzung und Hintergrund
Das Ziel von agilem Marketing ist es, ein flexibles Marketingmodell zu gestalten, in dem die wesentlichen Parameter im laufenden Prozess an die Ergebnisse vorheriger Maßnahmen angepasst werden können. Marketing solle nachvollziehbarer, produktiver und besser anpassbar an Veränderungen werden.
Agiles Marketing hat seinen Ursprung in der Agile Manufacturing-Philosophie, die im Bereich der Produktionssteuerung und -planung den Wechsel von starren Vorgehens-Modellen, wie dem Wasserfallmodell, zu flexiblen Vorgehens-Modellen, wie zum Beispiel Scrum oder Kanban propagiert hat.

## Agile Marketing Manifesto
Im Juni 2012 traf sich eine Gruppe von Marketern in San Francisco und verfasste dort ein „Agile-Marketing“-Manifest. Dieses Manifest enthält Werte und Prinzipien, die die Arbeit mit agilem Marketing bestimmen sollen.
Grundlage und Zielsetzung ist es, durch agiles Marketing Wert zu schaffen. Sowohl für den Kunden als auch für die Organisation als solche. „We are discogering better ways of creating value for our customers and for our organizations through new approaches to marketing.“

### Die Werte des „Agile-Marketing“-Manifest
1. Validiertes Lernen über Meinungen und Konventionen
2. Kundenorientierte Zusammenarbeit über Silos und Hierarchien
3. Adaptive und iterative Kampagnen über Big-Bang-Kampagnen
4. Der Prozess der Kundenentdeckung über statische Vorhersage
5. Flexible versus starre Planung
6. Reaktion auf Änderungen, anstatt einem Plan zu folgen
7. Viele kleine Experimente anstatt ein paar große Einsätze

### Die Prinzipien des Agile Marketing Manifesto
1. Unsere höchste Priorität ist es, den Kunden durch frühzeitige und kontinuierliche Bereitstellung von Marketing zufriedenzustellen, das Probleme löst.
2. Wir begrüßen und planen Veränderungen. Wir glauben, dass unsere Fähigkeit, schnell auf Veränderungen zu reagieren, einen Wettbewerbsvorteil darstellt.
3. Stellen Sie Marketingaktivitäten häufig und in kurzen Zeitabständen bereit, von nur wenigen Wochen bis Monaten bereit.
4. Gutes Marketing erfordert eine enge Abstimmung zwischen Geschäftsleuten, dem Vertrieb und der Entwicklung.
5. Erstellen Sie Marketingprogramme rund um motivierte Individuen. Gebt Ihnen das Umfeld und die Unterstützung, die sie benötigen und vertrauen Sie darauf, dass Sie ihren Job erledigen können.
6. Das Lernen durch die Build-Measure-Learn-Feedback-Schleife ist das primäre Maß für den Fortschritt.
7. Nachhaltiges Marketing erfordert ein konstantes Tempo einzuhalten und für konstante Nachschubwege zu sorgen.
8. Habe keine Angst davor zu scheitern, scheitere nur nicht zweimal auf dieselbe Art und Weise.
9. Die laufende Fokussierung von grundlegenden Marketingprinzipien und eines guten Designs erhöht die Agilität.
10. Einfachheit steht im Vordergrund.